# 赤柯坪
赤柯坪，是臺灣新竹縣峨眉鄉的一個傳統地域名稱，位於該鄉中部。相較於今日行政區，其範圍大致為湖光村東北半部。
本地區全境位於峨眉溪南岸，屬大埔水庫集水區下游地帶。

## 歷史
台灣清治末期至日治初期，赤柯坪地區為一街庄，稱為「赤柯坪庄」，隸屬於竹北一堡。該庄西、北、東三面以峨眉溪及其支流石子溪與富興庄、石井庄、月眉庄為界，東南邊為石硬仔庄，南邊及西南邊為十二藔庄。
1901年（日治明治三十四年）11月，全台廢縣廳改設二十廳，該庄隸屬於新竹廳。1909年（明治四十二年）10月，合併二十廳為十二廳，該庄隸屬不變。1920年（大正九年），廢十二廳改設五州二廳，該庄改制為「赤柯坪」大字，隸屬於新竹州竹東郡峨眉庄，大字下有「赤柯坪」、「赤柯山」、「十四寮」、「十五寮」小字名。
戰後峨眉庄改制為峨眉鄉，隸屬於新竹縣，大字亦改制為村。1950年桃、竹、苗分治，峨眉鄉隸屬不變。

## 交通
省道台3線俗稱「內山公路」，是台北至屏東的內陸縱貫幹道，大致以東南—西北走向轉橫向蜿蜒經過赤柯坪東北方及北方界河峨眉溪北岸地帶，有福基大橋、葫蘆肚大橋、湖光大橋、獅頭坪大橋、馬山大橋等多條橋梁可連絡南岸的赤柯坪地區。由該道路向東經峨眉市區南郊轉東北可前往北埔、下公館、橫山、關西等地，向西南至珊珠湖轉南可前往三灣、獅潭、大湖等地。
鄉道竹49線是赤柯坪各聚落主要的連絡道路。

## 寺廟
- 天恩彌勒佛院（彌勒大道大自然文化世界）